# Balian Garnier
Balian Garnier (auch Grenier, * um 1195; † 1240) war als Balian von Sidon 1202 bis 1240 Graf von Sidon.

## Leben
Er war der Sohn von Rainald Garnier und Helvis von Ibelin. Beim Tod seines Vaters war Balian noch minderjährig, daher übernahm der zweite Ehemann seiner Mutter, Guido von Montfort, für ihn die Regentschaft die Grafschaft Sidon. 1210 wurde Balian volljährig und übernahm selbst die Herrschaft.
Während des Fünften Kreuzzugs riet er König Andreas II. von Ungarn davon ab, in die Wüstenregionen seiner Grafschaft Sidon vorzustoßen, da diese großteils unter sarazenischer Kontrolle standen. Die Ungarn ignorierten Balians Ratschlag und viele von ihnen fielen einem sarazenischen Hinterhalt zum Opfer.
1225 begleitete er die junge Königin Isabella II. von Jerusalem, die mit Kaiser Friedrich II. verheiratet worden war zu ihrer Krönung als Kaiserin nach Süditalien. Während des Kreuzzugs Kaiser Friedrichs II. unterstützte er den Kaiser in dessen Herrschaftsanspruch über Königreich Jerusalem. Er verhandelte mit Richard Filangieri, dem Marschall von Sizilien, den Friedrich 1228 nach Akkon vorausgesandt hatte, um ihn bis zu seiner persönlichen Ankunft zu repräsentieren. Balian war der führende Verbündete des Kaisers unter den einheimischen Baronen. Er unterstützte den Kaiser und dessen Machtentfaltung, aber versuchte, wie schon beim letzten Kreuzzug, Blutbäder zu vermeiden. 1229 überließ Friedrich Balian die Verwaltung der Herrschaft Tyrus und 1231 ernannte er ihn zum Mitregenten des Königreichs, gemeinsam mit Werner von Egisheim (genannt Garnier l'Aleman).
Während des Kreuzzugs Theobalds IV. von Champagne (Kreuzzug der Barone) schloss er sich dem Kreuzfahrerheer an. Amalrich VII. von Montfort, Heinrich II. von Bar rückten entgegen dem Rat Balians gegen die Ägypter vor und unterlagen in der Schlacht bei Gaza (1239).
Im weiteren Verlauf des Kreuzzugs erhielt Balian 1240 die Burg Beaufort zurück, die sein Vater nach hartnäckigem Widerstand 1190 an Saladin verloren hatte. Die Burg wurde den Kreuzfahrern vom Ayyubiden-Sultan von Damaskus as-Salih Ismail überlassen, der sich dafür die Unterstützung der Kreuzfahrer gegen seinen Neffen as-Salih Ayyub, den Ayyubiden-Sultan von Kairo, erhoffte. Entgegen dem Befehl ihres eigenen Sultans weigerte sich die muslimische Besatzung der Burg zunächst diese den Christen zu übergeben, woraufhin as-Salih Ismail die Burg selbst mit seinem Heer belagerte und die Übergabe an Balian erzwang. Auch andere Truppenteile des as-Salih Ismail weigerten sich an der Seite von Kreuzfahrern gegen Muslime zu kämpfen, so dass die Kreuzfahrer stattdessen schließlich im Winter 1240/41 ein Angebot des Sultans von Ägypten annahmen mit ihm gegen weitere Gebietsabtretungen ein Neutralitätsabkommen zu schließen. Zu diesem Zeitpunkt war die Burg bereits an Balian übergeben und blieb in dessen Besitz.
Balian starb noch im Jahr 1240, möglicherweise auch erst 1241. Sein Sohn Julian Garnier folgte ihm in der Grafschaft Sidon, die Balian größtenteils zurückgewonnen hatte.

## Ehe und Nachkommen
1218 heiratete er Margarethe (Ida) von Reynel († 5. Juni 1254), die Tochter von Arnold von Reynel und dessen Gattin Ida von Brienne. Sie war mütterlicherseits eine Nichte des Johann von Brienne. Mit Margarethe hatte er fünf Kinder:
- Gilles († vor 1240);
- Julian († 1275), Graf von Sidon;
- Philipp „von Beaufort“ († nach März 1261);
- Isabella;
- Agnes ⚭ Wilhelm, Herr von Batrun.